# Assedio di Pavia (1359)
L'assedio di Pavia si svolse tra l’aprile e il 13 novembre del 1359, quando la città si arrese definitivamente ai Visconti.

## Antefatti
Dopo il fallito assedio del 1356, Galeazzo II nell’estate del 1356 occupò alcune aree del territorio pavese, prendendo Mortara e Garlasco. Probabilmente il signore intendeva così muovere nuovamente contro Pavia, tuttavia la situazione politico-militare dell’Italia settentrionale cambiò: alla lega antiviscontea (formata dagli Estensi, dai Gonzaga, dal marchese di Monferrato e da Pavia) aderì anche Giovanni d’Oleggio, signore di Bologna, e i collegati arruolarono la grande compagnia di Konrad von Landau (conosciuto dagli italiani come il conte Lando) che rapidamente risalì l’Emilia in direzione dei territori viscontei. In questo frangente, la posizione di Pavia fu strategicamente importante per la lega, dato nell’autunno del 1356, poté scatenare incursione nel contado di Milano passando attraverso il distretto pavese. Contingenti pavesi presero poi parte alle invasioni del territorio milanese e ancora più operativa fu la flotta della città, non solo intenta a predare le imbarcazioni nemiche, a bloccare i flussi commerciali, ma in grado anche di incendiare il ponte fortificato gettato dai viscontei sul Ticino a Vigevano.
Tuttavia anche la situazione interna di Pavia conobbe un drastico cambiamento: il monaco eremitano Iacopo Bussolari (che aveva attivamente guidato i pavesi durante il primo assedio del 1356) organizzò nel 1357 una sommossa contro i Beccaria (che da decenni controllavano la città), i quali furono cacciati, insieme ai loro aderenti, e in città fu instaurato un governo popolare, protetto dal marchese di Monferrato. Tuttavia la rivolta ebbe pesanti ripercussioni anche da un punto di vista militare: i Beccaria, e la vasta élite che li appoggiava, controllavano molti castelli e comunità del distretto, e, allontanati da Pavia, si unirono ai Visconti. Nel 1358, con l’accordo di Zavattarello, i Beccaria aderirono ai Visconti, e subito gran parte dell’Oltrepò e della Lomellina passarono sotto il controllo visconteo. Lo stesso fecero anche alcuni importanti enti ecclesiastici pavesi, come i canonici regolari di San Pietro in Ciel d’Oro, Bernabò concesse infatti la sua protezione ai religiosi, ai loro dipendenti e ai beni che detenevano a Lardirago (dove erano proprietari del castello) e a Gerenzago.
Se da un lato quindi il governo popolare ricompattò una parte della cittadinanza (soprattutto i ceti più bassi), dall’altro indebolì Pavia, che perse vaste porzioni del suo territorio e dovette fronteggiare militarmente non solo i Visconti, ma anche i Beccaria e i loro seguaci. Nel 1358 le incursioni viscontee contro il distretto di Pavia si fecero più frequenti, tanto che Fiorello Beccaria, da Piacenza, guidò una grande flotta viscontea che, alla foce del Ticino nel Po, sconfisse pesantemente la flotta pavese. Tuttavia, mentre ancora gli eserciti erano in campo, iniziarono, anche grazie alla mediazione imperiale, le trattative di pace tra i Visconti e i componenti della lega antiviscontea. L’imperatore Carlo IV stabilì che il marchese di Monferrato avrebbe dovuto cedere ai Visconti Novara, Alba, Asti e Ceva, mentre Pavia doveva ritornare ai Beccaria, ma il Giovanni II rifiutò l’accordo. L’imperatore allora ordinò agli ex alleati del marchese di intervenire militarmente in appoggio ai Visconti nell’esecuzione della sentenza, ciò diede modo ai signori di Milano, nel 1359, di riprendere le azioni contro Pavia.

## L'assedio
Nell’aprile del 1359 Galeazzo II e Bernabò iniziarono le operazioni d’assedio contro Pavia, schierando un corposo esercito. Il contingente di Galeazzo II, guidato dall’esperto Luchino Dal Verme, sbarcò nel Siccomario, esso era formato da 4 000 cavalieri (si trattava di 2 000 barbute: ogni barbuta era costituita da un cavaliere poderosamente armato, dal suo scudiero, dotato di equipaggiamento più leggero, e da un terzo personaggio, spesso chiamato “ragazzo” o famulus, generalmente privo di armamento) e 3 000 fanti e moltissimi guastatori. Galeazzo disponeva inoltre di due flottiglie fluviali ancorate sul Po e sul Ticino che imbarcavano parecchi balestrieri. Sull’altra sponda del Ticino, intorno alla città, si trovavano le forze di Bernabò, comandate da Guidetto Pusterla e consistenti in circa 4 000 cavalieri e un numero non precisato (ma comunque molto alto) di fanti e guastatori. Le forze viscontee non solo devastarono tutto ciò che si trovava fuori le mura di Pavia, ma realizzarono anche delle opere fortificate nel Siccomario e lungo il Gravellone, per impedire che giungessero rinforzi e rifornimenti alla città e tentarono (inutilmente) di deviare il corso del Ticino nel letto del Gravellone, per allontanare il fiume dalle mura della città.
Sapendo che la situazione di Pavia era alquanto disperata e che in città scarseggiavano le vettovaglie, il marchese di Monferrato Giovanni II assoldò allora la compagnia di Konrad von Landau (che si trovava a Perugia) con l’obiettivo di inviarlo in soccorso della città.  Nel frattempo la situazione all’interno delle mura peggiorava, il blocco impediva l’arrivo di rifornimenti, tanto che alcuni cavalieri mercenari (non sappiamo se pagati dai pavesi o inviati dal marchese) avevano abbandonato la città per la fame. Dunque il cerchio attorno a Pavia si stringeva, nel mese di agosto, come ordinato dall’Imperatore Carlo IV, giunsero a dar man forte ai Visconti 3 000 cavalieri inviati dal comune di Firenze, ai quali si aggiunsero 690 mandati dai Carraresi, 900 dagli Estensi, 900 dai Gonzaga e circa 500 da Giovanni d’Oleggio, signore di Bologna.
Una parte di queste forze fu inviata a Bassignana (dove i Visconti radunarono 5 000 cavalieri e circa 4 000 fanti) per sbarrare la strada alle forze di Konrad von Landau e del marchese di Monferrato, mentre circa 7 500 cavalieri furono lasciati nel Milanese per difenderlo da eventuali attacchi del marchese e come forza di riserva.
Nel mese di settembre la compagnia del Landau si unì alle forze del marchese, e, attraversati i territori di Tortona e Alessandria (allora controllati dai Visconti), velocemente raggiunse Bassignana, riuscendo, dato che le truppe dei signori di Milano e dei loro alleati erano dislocate lungo un fronte abbastanza ampio, a far giungere a Pavia anche alcuni soccorsi. A questo punto Giovanni II avrebbe potuto dirigersi su Pavia e rompere l’assedio della città, tuttavia ciò avrebbe significato lasciarsi alle spalle il grosso contingente nemico stanziato intorno a Bassignana, che avrebbe potuto bloccare i collegamenti tra il suo esercito e il Monferrato. Il marchese decise quindi fermarsi e, mentre i Visconti proseguivano con il blocco intorno a Pavia, i due eserciti rimasero inattivi intorno a Bassignana fino al mese di ottobre. Di lì a poco il Landau traversò il Po e raggiunse la Lomellina, dove cominciò a trattare con i Visconti, tradendo il marchese e passando infine al servizio dei signori di Milano. A questo punto Giovanni II, in forte inferiorità numerica dovette ritirarsi nei suoi territori, lasciando Pavia al suo destino. La situazione in città era infatti disperata, Iacopo Bussolari, predicando dal carroccio, spronando i cittadini a resistere ai nemici e dicendo al popolo che, come Dio aveva inviato la manna agli Ebrei, così, con le preghiere, sarebbe giunto il cibo, ma in città mancava tutto, tanto che vennero espulsi (per razionare il cibo rimasto) sia i vecchi e i bambini sia gli uomini che si rifiutavano di combattere. Nonostante l’evidente inferiorità numerica, nel mese di novembre i pavesi, guidati da Antonio Lupi da Soragna, fecero un disperato tentativo di rompere l’assedio mediante una sortita, ma furono respinti. Fallita la manovra, le autorità comunali, consce che ogni ulteriore resistenza era vana, su consiglio dello stesso Bussolari, trattarono con Galeazzo II la resa. Il 13 novembre Protasio Caimi entrò in città alla testa dell’esercito visconteo.

## Conseguenze
L’esercito visconteo entrò così a Pavia, ma, contrariamente ai timori dei cittadini, la città non fu saccheggiata e Galeazzo II trattò con magnanimità i suoi nuovi sudditi. I Beccaria (e i loro aderenti) furono riammessi a Pavia, mentre Iacopo Bussolari venne prima imprigionato e poi si rifugiò a Ischia, dove suo fratello Bartolomeo era vescovo. Ma la conquista viscontea rappresentò per Pavia un momento di grande espansione: nel 1365, Galeazzo II, richiamandosi al passato della città (capitale del regno longobardo prima e del regno d’Italia fino al 1024), trasferì a Pavia la sua residenza e la sua corte, e arricchì la città di monumenti (primo fra tutti la sua dimora: il castello Visconteo) e trasformò la città in un centro culturale, soprattutto grazie alla creazione dell’università (all’epoca l’unica della Lombardia) e ospitando in città artisti e intellettuali, come Francesco Petrarca.

### Fonti
- Matteo Villani, Cronica, con la continuazione di Filippo Villani, I, a cura di Giuseppe Porta, Parma, Ugo Guanda, 1995.
- Pietro da Ripalta, Chronica placentina, nella trascrizione di Iacopo Mori (ms. Pallastrelli 6), a cura di Mario Fillìa e Claudia Binello, Piacenza, Tip.Le.Co., 1995.
- Petrus Azarius, Liber gestorum in Lombardia, a cura di Francesco Cognasso, Bologna, Rerum Italiacarum Scriptores, 1926 (RIS², XVI/4).